# هورتنس دوفور
هورتنس دوفور (بالفرنسية: Hortense Dufour)‏ هي كاتِبة فرنسية، ولدت في 1946 في Marennes, Charente-Maritime ‏ في فرنسا.